# باميلا كوبيرن
باميلا كوبيرن (بالإنجليزية: Pamela Coburn)‏ هي مغنية أوبرا أمريكية، ولدت في 29 مارس 1959 في دايتون في الولايات المتحدة.

## وصلات خارجية
- باميلا كوبيرن على موقع ميوزك برينز (الإنجليزية)
- باميلا كوبيرن على موقع أول ميوزيك (الإنجليزية)
- باميلا كوبيرن على موقع ديسكوغز (الإنجليزية)